# Автомат по продаже газет

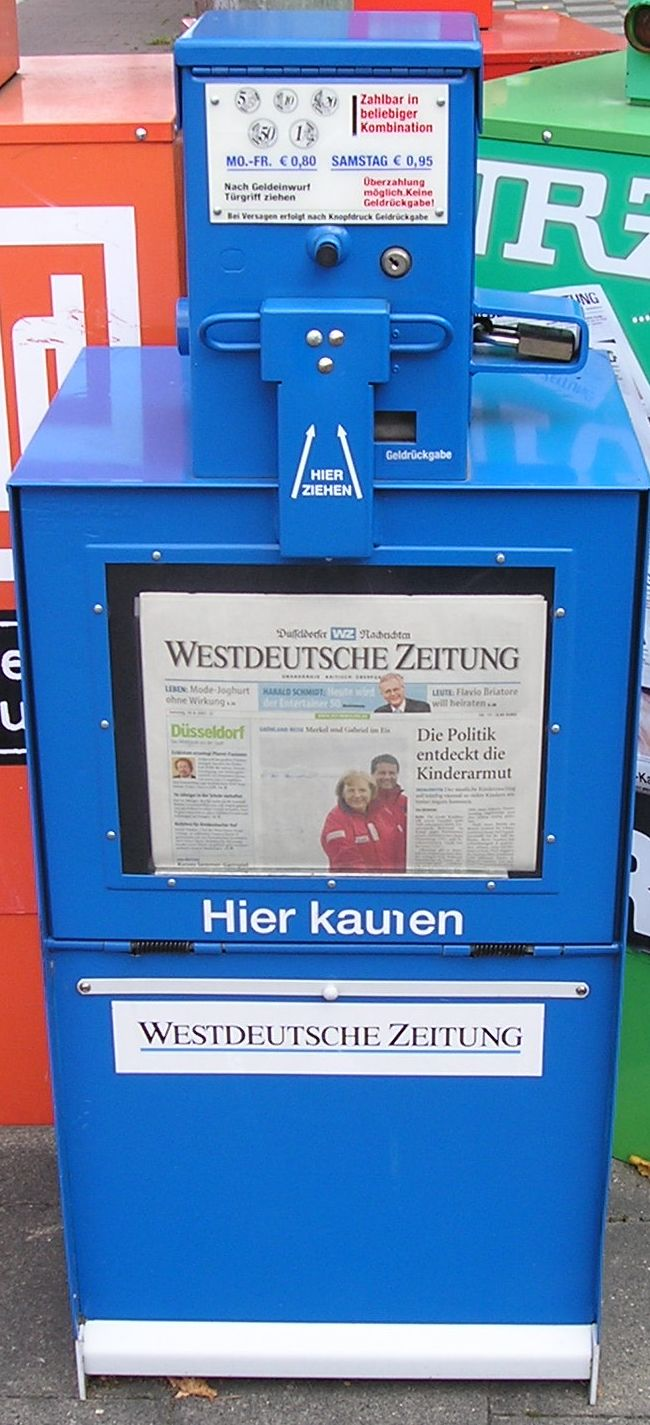
Автомат по продаже газет в Германии

Автомат по продаже газет (газетома́т, газета + автомат) — торговый автомат, предназначенный для распространения газет. Такие автоматы используются во многих странах, и они часто являются одним из основных способов распространения газет. Бывают механические, не требующие электропитания и более современные с электрическим и электронным оборудованием.

## История
Автомат по продаже газет впервые был собран в 1947 году изобретателем Джорджем Зимером Хемметером. В начале выпускались две модели, одна с вместимостью на 1250 газетных страниц, а другая 2500 газетных страниц. Сегодня автоматы по продаже газет начали терять свою популярность, так как многие газеты теперь распространяются через интернет.

## Автоматы по продаже газет сегодня
В 2009 году различные деятели искусства и изобретатели начали работать над перепрофилированием таких автоматов.